# Urocotyledon palmata
Urocotyledon palmata is een hagedis die behoort tot de gekko's (Gekkota) en de familie Gekkonidae.

## Naam en indeling
De wetenschappelijke naam van de soort werd voor het eerst voorgesteld door François Mocquard in 1902. Oorspronkelijk werd de wetenschappelijke naam Phyllodactylus palmatus gebruikt. De gekko behoorde lange tijd tot het geslacht Diplodactylus, zodat de verouderde wetenschappelijke naam Diplodactylus palmata in de literatuur nog wordt gebruikt. Er worden geen ondersoorten erkend.
De soortaanduiding palmata betekent vrij vertaald 'palm-achtig'

## Verspreiding en habitat
Urocotyledon palmata komt voor in delen van Afrika en leeft in de landen Congo-Brazzaville, Gabon en Kameroen. De habitat bestaat uit vochtige tropische en subtropische laaglandbossen. De soort is aangetroffen van zeeniveau tot op een hoogte van ongeveer 650 meter boven zeeniveau.

## Beschermingsstatus
Door de internationale natuurbeschermingsorganisatie IUCN is de beschermingsstatus 'onzeker' toegewezen (Data Deficient of DD).